# Alfred Buhler
Alfred Buhler (* 14. Januar 1890 in Bürgel, Thüringen; † 31. Mai 1977) war ein deutscher Politiker (KPD/SPD/SED). Er war Mitglied des Landtages des Freistaates Mecklenburg-Schwerin.

## Leben
Buhler, Sohn eines Schneiders, erlernte den Beruf des Lichtdruck-Retuscheurs bzw. des Stockarbeiters in Bürgel. 1908 trat er der Sozialdemokratischen Partei Deutschlands (SPD) und dem Verband der Lithographen und Steindrucker bei. 1910/11 besuchte er in Jena Kurse von Otto Rühle. Von 1915 bis 1918 war Buhler als Soldat zum Kriegsdienst eingezogen. Während der Novemberrevolution war er Mitglied des Rostocker Soldatenrates.
Nach seiner Rückkehr gehörte er zu den Begründern der Unabhängigen Sozialdemokratischen Partei Deutschlands (USPD) in Bürgel. 1920 trat er zur Kommunistischen Partei Deutschlands (KPD) über und war im August 1921 Delegierter des in Jena tagenden VII. Parteitages der KPD. Ab 1922 war er hauptamtlicher Unterbezirksleiter der KPD in Sangerhausen und Merseburg und nach seiner Übersiedlung nach Rostock dort von 1922/23 bis 1927 Sekretär der KPD-Unterbezirks Rostock. Die Delegierten des VIII. Parteitages in Leipzig (28. Januar–1. Februar 1923) beriefen Buhler in die Beschwerdekommission.
Am 17. Februar 1924 wurde er für die KPD in den Landtag des Freistaates Mecklenburg-Schwerin gewählt. Im Juni 1926 und im Mai 1927 wurde Buhler erneut in den Landtag von Mecklenburg-Schwerin gewählt. Er war dort zeitweise Fraktionsführer.
1924/25 war Buhler auch Politischer Sekretär der KPD-Bezirksleitung Mecklenburg mit Sitz in Rostock. Innerparteiliche Auseinandersetzungen im Bezirk Rostock zwischen den Gruppen um Hugo Wenzel und Buhler führten im Februar 1925 zur Einsetzung eines neuen Bezirkssekretärs, Willi Kreikemeyer. Die Gruppe um Wenzel, die insbesondere von den Ortsgruppen auf dem Lande unterstützt wurde, zählte sich zum linken Flügel. Buhler, der auch Leiter der Roten Hilfe im Bezirk und der Rostocker KPD-Ortsgruppe war, wusste die Rostocker Kommunisten hinter sich. Ende August 1927 wurde Buhler aus der KPD ausgeschlossen, angeblich wegen „Unregelmäßigkeiten“. Tatsächlich hatte es jedoch erneut politische Differenzen gegeben. Er blieb zunächst bis 1929 als Fraktionsloser im Landtag, schloss sich kurzzeitig der SPD an, trat aber 1929 wegen deren Zustimmung zum Panzerkreuzerbau wieder aus. 1929 kehrte er nach Bürgel zurück und wurde Vorsitzender des dortigen Arbeitslosen-Ausschusses.
Nach der „Machtergreifung“ der Nationalsozialisten 1933 befand sich Buhler zeitweilig in „Schutzhaft“. Anschließend war er bis 1939 als Arbeiter im Autobahnbau tätig. Von 1940 bis 1945 hatte er eine Anstellung als Hilfsschreiber bei den Zeiss-Werken in Jena.
Nach Kriegsende 1945 trat Buhler wieder der KPD bei und wurde 1946 Mitglied der Sozialistischen Einheitspartei Deutschlands (SED). Von 1945 bis 1947 war er Angestellter beim Arbeitsamt in Eisenberg, von 1947 bis 1949 Kassenbote der Stadtsparkasse Eisenberg. 1949 wurde er Lektor an der SED-Kreisparteischule „Magnus Poser“ in Jena und 1950 Lehrer an der Bezirksparteischule in Hartmannsdorf. Zuletzt fungierte er als Instrukteur des Rates des Kreises Eisenberg.